# Crossing the Bridge - The Sound of Istanbul
Crossing the Bridge - The Sound of Istanbul è un film del 2005 diretto da Fatih Akın, presentato fuori concorso al 58º Festival di Cannes.